# 조영준 (1991년)
조영준(趙渶俊, 1991년 8월 24일 ~ )은 대한민국의 전직 축구 선수이다.